# Het oma-complot
Het oma-complot (oorspronkelijke Engelstalige titel: Granny) is een boek van de Britse kinderboekenschrijver Anthony Horowitz. Het verscheen voor het eerst in 1994 (Facet, Helmond). Het genre is horror, zoals in veel van Horowitz' boeken.
Hoofdpersoon van het verhaal is Joe Morgan, een zoontje van rijke ouders. Zij leiden een druk bestaan en hebben nauwelijks oog voor hun zoon. Zijn oma echter wel. Achter een vriendelijke façade blijkt zij echter in werkelijkheid weinig goeds in de zin te hebben...